# Consejo Europeo
El Consejo Europeo es una de las siete altas instituciones de la Unión Europea. Está integrada por los veintisiete jefes de Estado o de Gobierno de los Estados miembros, el presidente de la Comisión Europea, y el presidente del Consejo Europeo, que es quien preside las reuniones. Sus funciones son de orientación política y de jefatura de Estado colectiva simbólica, fijando las grandes directrices y objetivos de la Unión en los ámbitos más relevantes; la potestad legislativa le está expresamente vetada por los Tratados, esta potestad es de la Comisión Europea (iniciativa) y del Parlamento Europeo junto al Consejo de la Unión (aprobación o rechazo). 
En sus reuniones y trabajos también participa el alto representante de la Unión para Asuntos Exteriores y Política de Seguridad, aun no siendo miembro de pleno derecho. Su composición y la lógica de su funcionamiento lo convierten en un órgano de naturaleza predominantemente intergubernamental.
Sus reuniones, de carácter ordinariamente trimestral, se designan comúnmente como «cumbres europeas» o «reuniones en la cumbre» debido a la importancia de sus asistentes, pero desde la entrada en vigor del Tratado de Lisboa, el 1 de diciembre de 2009, el Consejo Europeo es una institución constitucional comunitaria de pleno Derecho y como tal debe actuar, al servicio del acuerdo e integración de los intereses nacionales con los comunitarios.
El edificio Europa de Bruselas, conocido popularmente como «El Huevo», es el centro de operaciones del Consejo Europeo y, entre otras funciones, sirve como claustro para las reuniones ministeriales y albergará también las oficinas de la presidencia de la institución. En la misma ciudad, el Consejo cuenta con oficinas en el edificio Justus Lipsius, sede también del Consejo de la Unión Europea.
El Consejo Europeo está asistido por la Secretaría General del Consejo, que revierte así una doble utilidad institucional.

## Historia
Con la elección como presidente de Francia de Charles De Gaulle surge la idea de dar un nuevo impulso a las Comunidades Europeas, teniendo lugar así las primeras cumbres ocasionales. Estas se iniciaron en París en febrero de 1961 y fijaron las bases para la creación del Consejo Europeo. La siguiente cumbre llevada a cabo se celebró en Bonn en 1961 y solo decidieron realizar reuniones regulares con el fin de favorecer la unión política de Europa, para lo cual se constituyó una comisión intergubernamental. En 1969 se celebra en La Haya una cumbre en la que se registraron importantes modificaciones como aumentar el número de temas tratados y perfilar otras cumbres posteriores.
En 1972 tuvo lugar otra cumbre en París en la que se recogía como objetivo lograr la transformación del conjunto de las relaciones en la Unión Europea. La cumbre de Copenhague 1973, marcada por la crisis, retrasó el proceso de integración.
El Consejo Europeo se creó por decisión de los jefes de Estado o de Gobierno de los Estados miembros de las entonces Comunidades Europeas reunidos en una conferencia celebrada en París en febrero de 1974. La iniciativa partió del presidente francés Valéry Giscard d'Estaing y del canciller alemán Helmut Schmidt que propusieron a los otros Jefes de Gobierno institucionalizar las cumbres que hasta entonces se habían realizado de forma irregular a petición de alguno de los Estados miembros y así acordaron reunirse al menos dos veces por año, y adicionalmente, todas las que fueran necesarias.
La legitimidad jurídica del Consejo no procedía de los Tratados Constitutivos, ni tampoco se había llevado a cabo una reforma de esos tratados para incluirlo. La cuestión de su legitimidad jurídica quedaba así desplazada al ámbito jurídico internacional y en concreto al mundo de las conferencias internacionales. El Consejo dibujó un doble ámbito de actuación, el de cooperación política y el comunitario. En el marco de la Cooperación Política Europea, la legitimidad del Consejo no estaba en entredicho. En los ámbitos comunitarios, se generaban serios problemas: su actuación no quedaba sometida al sistema de pesos y contrapesos del sistema institucional comunitario etc.

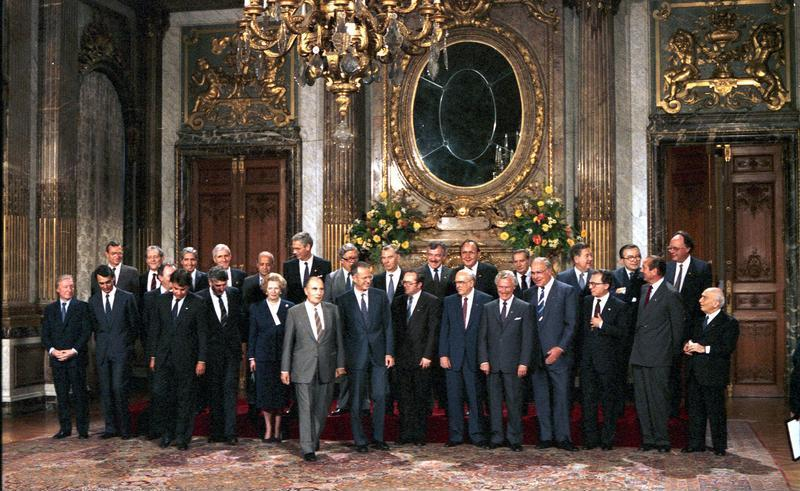
Consejo Europeo de Bruselas (1987).

El primer Consejo Europeo se celebró en Dublín, en marzo de 1975, bajo Presidencia irlandesa de la Unión. La instauración del Consejo Europeo comportaba una serie de ventajas como asegurar el compromiso de los responsables políticos de los Estados miembros en la constricción europea y dar coherencia al funcionamiento de las dos vertientes: la comunitaria propiamente dicha y la de cooperación política. Es en el proyecto del Tratado de la Unión Europea donde se fija entre los órganos de la Unión Europea el Consejo Europeo, su composición y funciones.
La primera vez que el órgano se mencionó en un tratado fue con el Acta Única Europea firmada en febrero de 1986. Fue formalizado como órgano de impulso no institucional por el Tratado de Maastricht de 1992, que le dedicó un artículo. Desde entonces fue ganando imparablemente influencia; sus reuniones atrajeron cada vez más atención y en ellas se resolvían cuestiones cada vez más relevantes. Así ocurrió con los famosos consejos europeos de Milán (1985, donde se acordó la primera gran reforma de los Tratados que daría lugar a la redacción del Acta Única Europea), Copenhague (1993, donde se asentaron los famosos criterios del mismo nombre, Bruselas (1998, donde se estableció la lista definitiva de los Estados que adoptarían el euro como moneda), Colonia (1999, donde se acordó la articulación de los primeros cuerpos militares europeos), Tampere (1999, que convocó la primera Convención europea, que redactaría la Carta de Derechos Fundamentales de la Unión) o Lisboa (2000, donde se adoptó la famosa estrategia económica), entre otros.

## Funciones y competencias
Las bases jurídicas del Consejo Europeo se encuentran en los artículos 13, 15, 26 y 27 y artículo 42, apartado 2, del Tratado de la Unión Europea (TUE). Oficialmente se encarga de dar a la Unión los impulsos necesarios para su desarrollo y define las orientaciones políticas generales. El Tratado de la Unión Europea buscaba la unidad de las funciones y quiso que el Consejo fuese un centro de decisión de la Unión Europea para lograr esta unidad.
Tiene un carácter eminentemente político. En su seno también se discuten todos los temas importantes que conciernen a la UE y a sus políticas y se deciden o proponen los nombramientos importantes. Así, el Consejo Europeo, en función de los resultados de las elecciones europeas, propone al Parlamento Europeo, un candidato a la presidencia de la Comisión, y es al Consejo Europeo a quien corresponde nombrar, con el acuerdo del presidente de la Comisión, al Alto Representante de la Unión para Asuntos Exteriores y Política de Seguridad.
Al final de cada reunión oficial del Consejo Europeo se publican las Conclusiones de la Presidencia donde aparece todo lo acordado en la reunión. Con base en dicho informe, el presidente del Consejo Europeo comparece para dar cuenta de la presidencia ante el Parlamento Europeo.

## Composición y funcionamiento

Estados miembros de la Unión Europea clasificados por la afiliación política de sus líderes, que son a su vez los representantes de cada uno de los países en el Consejo Europeo. Actualizado a 26 de mayo de 2025.

Son miembros natos del Consejo Europeo los jefes de Estado y/o de Gobierno de los Estados de la Unión, así como su presidente y el presidente de la Comisión, que poseen voz, pero no voto. Participa en sus reuniones el Alto Representante de la Unión para Asuntos Exteriores y Política de Seguridad.
Los jefes de Estado o de Gobierno podrán, por invitación del presidente cuando la situación lo exija, verse asistidos en las reuniones por sus ministros de Asuntos Exteriores, y el presidente de la Comisión por uno de sus comisarios.
Excepcionalmente, cuando se ha deliberado sobre materias relacionadas con la Unión Económica y Monetaria, también han sido invitados los ministros de Economía y Hacienda, tal y como está previsto en la Declaración 4.ª del Tratado de la Unión Europea. Sus reuniones de trabajo se separan en dos sesiones. A la primera sesión el presidente del Consejo Europeo invita al presidente del Parlamento a comparecer y, en su caso, a otras personalidades de especial relevancia.
El presidente del Parlamento Europeo interviene al comienzo de la reunión del Consejo para expresar la opinión del órgano que representa cuando hay cuestiones importantes a tratar en el orden del día. Se estableció la obligación de presentarle al Parlamento un informe tras cada reunión y un informe escrito anual sobre los pasos dados y sobre los avances de la Unión Europea.
El Consejo Europeo se pronunciará por consenso, excepto cuando los Tratados dispongan otra cosa.

### Organización

#### Presidente
Desde la entrada en vigor del Tratado de Lisboa el 1 de diciembre de 2009, el Consejo Europeo está dirigido y coordinado por un presidente de carácter permanente o estable, elegido por los propios miembros de la institución por mayoría cualificada, para un período de dos años y medio renovables una sola vez. De esta forma, los Tratados han puesto fin a las antiguas presidencias semestrales, que debido a la institucionalización autónoma del Consejo Europeo, quedan en adelante limitadas al Consejo de Ministros. Sin embargo, la presidencia rotatoria desempeña todavía algún papel como apoyo político y logístico a las actividades y responsabilidades del presidente en el Consejo Europeo.
Las funciones del presidente del Consejo Europeo son las de presidir las reuniones, impulsar su actividad favoreciendo los acuerdos y el consenso en su seno, coordinar y sostener la dirección de sus trabajos, y representar a la Unión en el ámbito de las relaciones internacionales en el nivel que le es propio, esto es: en las cumbres, conferencias y reuniones en las que participen jefes de Estado y de Gobierno extranjeros. También le corresponde en el ámbito interno, como es natural, la máxima representación de la Institución que preside.
El actual presidente del Consejo Europeo es António Costa, ex primer ministro de Portugal, que ocupa el cargo desde el 1 de diciembre de 2024. El primer presidente permanente del Consejo Europeo fue Herman Van Rompuy, seguido de Donald Tusk y de Charles Michel.

#### Órganos de apoyo
El presidente del Consejo Europeo se halla asistido en todo momento por tres órganos que, perteneciendo al Consejo (o Consejo de la UE), extienden sin embargo sus funciones de asistencia al Consejo Europeo, por imperativo constitucional:
- La Secretaría General del Consejo, que actúa como infraestructura administrativa de asistencia y cuenta con más de 3000 funcionarios cualificados, y con varias direcciones generales y servicios internos especializados en relación con los distintos ámbitos políticos en que son competentes el Consejo o el Consejo Europeo.
- La Presidencia rotatoria, que debe apoyar y facilitar sus tareas por medios políticos y logísticos, siguiendo las instrucciones del presidente del Consejo Europeo, siendo además que «el miembro del Consejo Europeo que represente al Estado miembro que ejerza la presidencia rotatoria del Consejo»[8] expresará en las sesiones de aquel el punto de vista y las posiciones adoptadas por este último.
- El Consejo de Asuntos Generales, formación del Consejo de la UE cuya función es, entre otras de índole legislativa y de coordinación de las tareas de esta institución, la de garantizar con su apoyo la continuidad y preparación de los trabajos y reuniones del Consejo Europeo, así como colaborar, en estrecha cooperación con los presidentes del Consejo Europeo y de la Comisión, en la elaboración del orden del día para aquellas.

### Cumbres europeas
La primera de las «cumbres europeas», que reúne a los jefes de Estado o de Gobierno de los Estados miembros de la Unión, se celebró en París en 1961. Sin embargo, fue en la cumbre europea de París en 1974 cuando se decidió que estas reuniones se celebrarían en lo sucesivo periódicamente con el nombre de «Consejo Europeo».

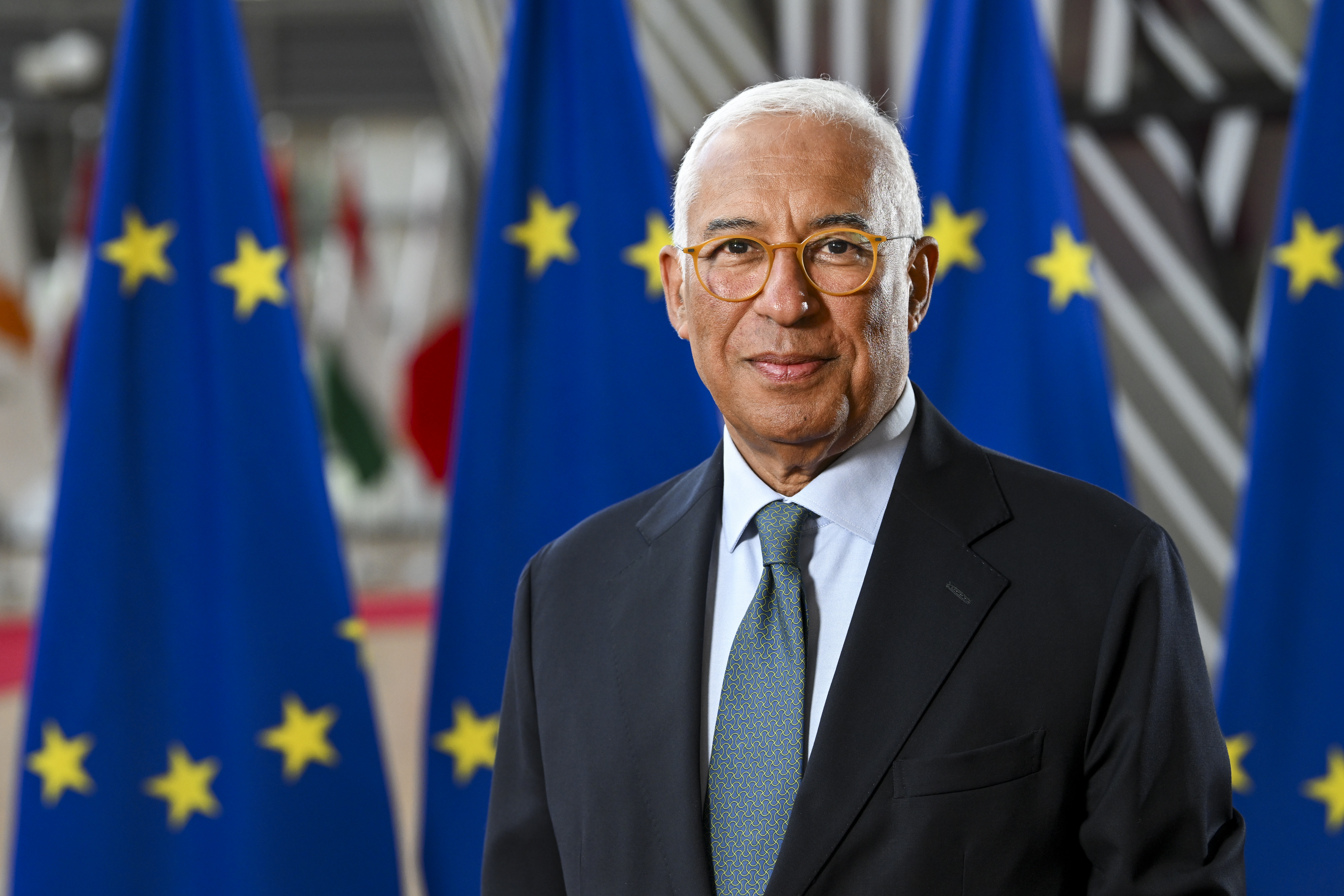
Antonio Costa, presidente del Consejo Europeo desde 2024.

El Consejo Europeo se reúne un mínimo de dos veces por semestre. Esto es lo que fijan los Tratados y su Reglamento interno; ahora bien, a tenor de los mismos, también se reunirá cuando la situación lo requiera por convocatoria de su presidente. En la práctica, y así parecen indicarlo los usos de la institución, esto significa que la agenda del Consejo Europeo y sus reuniones las marca el presidente del Consejo Europeo. Prueba de ello es que el anterior presidente Van Rompuy convocó ya reuniones de las llamadas "extraordinarias" para tratar asuntos como la Gran Recesión, pero también como las nuevas prioridades de la política exterior europea. En uno y otro caso el orden del día, el contenido y la fecha fueron fijadas unilateralmente por Van Rompuy.
Las reuniones extraordinarias se suelen hacer cuando hay un problema interno de gran importancia o de política exterior de gravedad.
En las reuniones del Consejo Europeo es frecuente la técnica llamada de "confesionario", donde el presidente se entrevista uno por uno con los jefes de gobierno, paralelamente al desarrollo de las negociaciones en consejo, con la finalidad de flexibilizar posturas nacionales y propiciar el acuerdo. Este mecanismo, en la práctica, concede una enorme preeminencia al presidente del Consejo Europeo sobre los demás miembros en orden a dirigir las negociaciones.
Como es natural, es el presidente el encargado de mantener el orden y el buen desarrollo de las sesiones del Consejo Europeo, asistido por el Secretario General del Consejo.

### Adopción de decisiones
Si bien la regla general de funcionamiento en la toma de decisiones es el consenso, los Tratados prevén situaciones específicas en las que se procederá mediante votación a la adopción de una decisión o de un acuerdo, además de contemplar algunos casos en que la mayoría simple de sus miembros bastará para adoptarlos.
- El consenso, regla principal, pues, en los pronunciamientos del Consejo Europeo, es un mecanismo que los Tratados diferencian, o cuando menos no equiparan, en relación con la unanimidad, que en ocasiones exigen tajantemente. Dado que, en cualquier caso, las abstenciones o la no participación de un miembro en la votación no obstan a la consecución de los acuerdos, la diferencia terminológica parece tener una escasa significación real. No obstante, existe, y todo parece apuntar a que su trascendencia material debe traslucirse en una más acentuada voluntad, si cabe, de alcanzar soluciones y acuerdos a las cuestiones que se le presentan a deliberación, haciéndose particular énfasis en la idea del compromiso y de la voluntad política común y no tanto en el mero cómputo de los votos, aunque sea unánime. Una vez más, los Tratados parecen apuntar hacia una mayor informalidad en los procedimientos y el funcionamiento institucional del Consejo Europeo.
- La mayoría cualificada, redefinida desde Lisboa como una doble mayoría reforzada de Estados y población, se aplica únicamente cuando así lo dicen los Tratados. Por lo general se señala como mecanismo a seguir en las principales funciones constitucionales de la Institución y en todos aquellas políticas y ámbitos jurídicos en que ordinariamente el Consejo de la Unión se pronuncia también por mayoría cualificada. En estas políticas comunitarias la participación del Consejo Europeo es más orientativa y estratégica que decisoria, por lo que el núcleo duro de la mayoría cualificada son los actos constitucionales: la propuesta al Parlamento Europeo de un candidato a la presidencia de la Comisión, la fijación del número, denominación y competencias de las distintas formaciones del Consejo de la Unión, o el propio nombramiento de su presidente son los principales. Cuando se proceda por mayoría cualificada, ésta se definirá como un mínimo del 55% de los miembros del Consejo Europeo, que incluya al menos a 15 de ellos, y que represente al menos a un 65% de la población total de la Unión. Una minoría de bloqueo válida incluirá a un mínimo de cuatro estados, faltos los cuales se considerará alcanzada en cualquier caso la mayoría cualificada. No obstante, hasta el 31 de marzo de 2017, si algún estado miembro lo solicita, y siempre y cuando el Consejo lo autorice, podrá seguir aplicándose el método del Niza.
- La mayoría simple, finalmente, es regla para la resolución de las cuestiones de procedimiento y para la adopción de su propio Reglamento interno. Pese a la denominación constitucional, por mayoría simple ha de entenderse la mitad más uno de los miembros del Consejo Europeo, excluidos su presidente y el presidente de la Comisión; esto es, lo que tradicionalmente se conoce como mayoría absoluta. 
 Será el presidente el que invite a los miembros del Consejo Europeo a votación, cuando proceda, pero ni él ni el presidente de la Comisión participarán en ella. En cualquier caso deberá hacerlo cuando así lo soliciten al menos la mitad de sus miembros.

## Sede

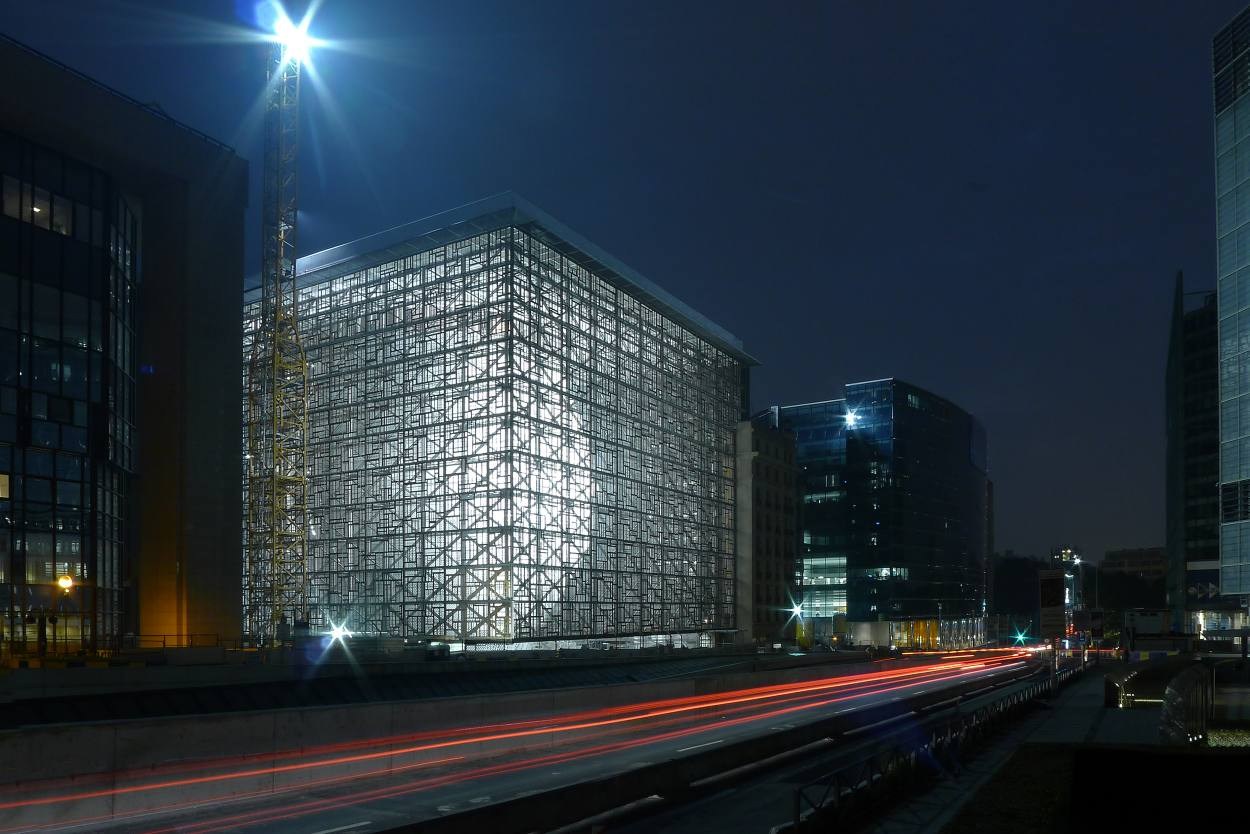
El Edificio Europa (centro). A su izquierda puede verse una parte del edificio Justus Lipsius.

En principio las reuniones se celebraban solo al final de cada presidencia y en territorio del Estado que la ostentara, pero se fueron añadiendo reuniones extraordinarias a mediados de la presidencia que se celebraban en Bruselas. Por último en 2003 y dadas las dimensiones que han tomado estas reuniones, se decidió que las reuniones oficiales se celebrasen siempre en Bruselas, donde se construyó el Edificio Europa expresamente para ello. La sede está unida al edificio Justus Lipsius a través de dos pasarelas.
También se celebran las llamadas "reuniones informales", convocadas asimismo por el presidente. Desde la entrada en vigor del Tratado de Lisboa, la única reunión informal se ha celebrado en Bruselas.